# Кляудин
Кляудин (пол. Klaudyn) — село в Польщі, у гміні Старі Бабиці Варшавського-Західного повіту Мазовецького воєводства.
Населення — 1714 осіб (2011).
У 1975-1998 роках село належало до Варшавського воєводства.

## Демографія
Демографічна структура станом на 31 березня 2011 року:
|          | Загалом | Допрацездатний вік | Працездатний вік | Постпрацездатний вік |
| -------- | ------- | ------------------ | ---------------- | -------------------- |
| Чоловіки | 834     | 184                | 577              | 73                   |
| Жінки    | 880     | 197                | 551              | 132                  |
| Разом    | 1714    | 381                | 1128             | 205                  |